# Something Special (Sabrina Salerno)
Something Special è la prima raccolta della cantante Sabrina Salerno, pubblicata solo in Scandinavia nel 1988.

## Il disco
Il disco contiene tutti i singoli estratti dai due primi album dell'artista e le versioni estese delle cover "My Sharona" e "Lady Marmalade". Il disco è stato pubblicato anche su "Picture Disc", contenente un poster come regalo.

## Tracce
1. Multimegamix
2. My Chico (PWL Mix)
3. Boys (Summertime Love) (Extended Mix)
4. Hot Girl (Dub Version)
5. Lady Marmalade (12" Remix)
6. All of Me (Boy Oh Boy) (PWL Mix)
7. The Sexy Girl Mix for Boys and Hot Girls
8. My Sharona (Extended Mix)
9. My Chico
10. All of Me (Boy Oh Boy) (Extended Mix)
11. Hot Girl
12. Boys (Summertime Love) (Dub Mix)
13. Sexy Girl
14. My Chico (Dub House Mix)

## Classifiche
| Classifica (1988)    | Posizione raggiunta |
| -------------------- | ------------------- |
| Swedish Albums Chart | 31                  |